# Partit Democràtic pel Progrés – Aliança Nacional Angolesa
El Partit Democràtic pel Progrés – Aliança Nacional Angolesa (Partido Democrático para o Progresso – Aliança Nacional Angolana) és un partit polític d'Angola. El partit va ser fundat a Luanda el 17 de març de 1991. Era dirigit per Mfulupimga Nlando Victor, un antic dirigent del Front Nacional d'Alliberament d'Angola (FNLA), amb el que fou elegit diputat a l'Assemblea Nacional d'Angola a les eleccions generals d'Angola de 1992 fins que va ser mort a trets a la sortida de l'oficina del partit el 2004. El va succeir Francisco Lele.
A les eleccions legislatives d'Angola de 2008 va obtenir el 0,51% dels vots i no va obtenir representació a l'Assemblea. No es va presentar a les eleccions legislatives d'Angola de 2012 però sí té intenció de presentar-se a les eleccions de 2017 En 2016 fou escollit líder del partit Simão Makazu.